# 무라카미 천황
무라카미 천황(일본어: 村上天皇, 926년 7월 14일~967년 7월 5일)은 제62대 일본 천황이다. 휘는 나리아키라(成明)이다.

## 약력
944년 4월 22일에 황태자가 되었고 946년 4월 13일에 스자쿠 천황의 양위에 의해 같은 달 28일에 즉위하였다.
선대에 이어 천황의 외장인 후지와라노 다다히라가 간파쿠를 맡았지만, 949년에 다다히라가 죽으면서 이후 섭관을 두지 않고 천황이 친정을 하였다. 그러나 실제로는 정치의 실권은 여전히 섭정인 후지와라노 사네요리·모로스케 형제에게 있었고 어머니인 온시와 형 스자쿠 법황도 후견을 명목으로 정치에 관여하려고 했기 때문에 친정은 상징적인 것에 지나지 않았다.
다이라노 마사카도·후지와라노 스미토모가 일으킨 조헤이·덴쿄의 난(935년~940년) 후에 조정의 재정이 궁해져서, 검약에 힘써 물가를 안정시켰다.
문치면에서는 951년에 《고센슈》의 편찬을 하명하거나 960년 3월에 내전가합을 열었으며, 와카(和歌) 작가이자 가단의 비호자로서 후세에 평가된다. 또 거문고·비파 등의 악기에도 정통해 헤이안 문화를 개화시킨 천황이라고 할 수 있다.
천황의 치적은 '덴랴쿠의 치'로서 후세에 칭송되었다. 그러나 이 시대에 외척 정치의 토대가 강화되어 관리 기강에 공정함이 없어졌으며 960년 내전 소실을 시작으로 수많은 재난이 있었다.
967년 5월 25일, 42세로 사망하였다. 또 황자 도모히라 친왕의 후예는 '무라카미 겐지(村上源氏)'로서 이후 궁정 정치에 큰 영향력을 주게 된다.

## 일화
무라카미 천황은 『오오카가미』(大鏡) 미치나가 하(道長下)에 있는 오우슈바이(鶯宿梅, おうしゅくばい) 일화로 유명하다.
어느 날 대궐 청량전(清涼殿) 앞에 있던 매화나무가 말라 버렸는데, 천황은 이를 대신할 다른 나무를 찾도록 명했다. 이곳저곳을 찾아 보았으나 대체할 만한 것을 찾을 수 없었다. 그러던 중에 사자는 교토 바깥에 있는 어느 집에 매우 훌륭한 홍매화나무가 있는 것을 발견하였다. 사자는 곧 왕명이라 말하며 홍매화나무를 파내어 대궐로 옮기도록 했고, 이때 매화가 심어져 있던 집의 주인은 단자쿠를 가지에 매어 가져가게 하였다.
청량전 앞에 옮겨 심은 그 홍매화나무는 전에 그 자리에 있던 것 못지 않은 훌륭한 것으로 천황은 크게 기뻐하였는데, 문득 가지에 단자쿠가 묶여 있는 것을 보고 수상쩍게 생각하고 풀어보니, 거기에는 여성의 글씨로 「칙명이로되 저기 꾀꼬리 와서 제 둥지를 물으면 어이 답할고」(勅なればいともかしこし鶯の 宿はと問はばいかが答へむ)(해석: 칙명이라 송구하옵게도 거절할 수는 없으나, 이 홍매화나무 가지에 해마다 찾아와 둥지를 틀던 꾀꼬리가 돌아와서 우리 집은 어디 있느냐고 물으면 나는 뭐라고 대답할까)라는 노래가 쓰여 있었다.
이 노래의 작자가 범상치 않은 인물임을 느낀 천황은 즉시 그 집을 찾게 하였고, 그 집의 주인은 바로 가인으로 유명한 기노 쓰라유키(紀貫之)의 딸 기노 나이시(紀内侍)였으며, 아버지가 죽은 뒤 기노 나이시는 아버지가 손에 넣은 그 홍매화나무를 아버지라 여기며 매우 아꼈다는 것도 알게 되었다. 천황은 「이거 짐이 참으로 미안한 짓을 하였도다」라고 하였다고 한다. 이 오우슈바이의 노래는 칙찬(勅撰)으로 편찬된 와카 모음집 『拾遺和歌集』에도 수록되었다(雑下・よみ人知らず).

## 가계도
- 황후 : 중궁(中宮) 후지와라노 안시/야스코(藤原 安子) (927~964) - 후지와라노 모로스케(藤原 師輔)의 딸
  - 제1황녀 : 요시코 내친왕(承子 内親王) (948~951)
  - 제2황자 : 노리히라 친왕(憲平 親王) - (레이제이 천황)
  - 제4황자 : 타메히라 친왕(為平 親王) (952~1010)
  - 제7황녀 : 스케코 내친왕(輔子 内親王) (953~992)
  - 제9황녀 : 스케코 내친왕(資子 内親王) (955~1015)
  - 제6황자 : 오사이인(大斎院) 모리히라 친왕(守平 親王) - (엔유 천황)
  - 제10황녀 : 노부코 내친왕(選子 内親王) (964~1035)
- 뇨고(女御) : 레이케이덴노 뇨고(麗景殿 女御) 타카코여왕(荘子 女王) (930~1008) - 다이고 천황의 3남 요아키라 친왕의 딸
  - 제6황녀 : 야스코 내친왕(楽子 内親王) (952~998)
  - 제8황자 : 노리노츄쇼왕(後中書王) 토모히라 친왕(具平 親王) (964~1009) - 로쿠조노미야(六条宮)
- 뇨고(女御) : 센요덴노 뇨고(宣耀殿女御) 후지와라노 요시코(藤原 芳子) (?~967) - 후지와라노 모로마사(藤原 師尹)의 딸
  - 제7황자 : 마사히라 친왕(昌平 親王) (956~961)
  - 제9황자 : 나가히라 친왕(永平 親王) (965~988)
- 뇨고(女御) : 죠쿄덴노 뇨고(承香殿 女御) 요시코여왕(徽子 女王) (929~985) - 다이고 천황의 4남 시게아키라 친왕의 딸
  - 제4황녀 : 노리코 내친왕(規子 内親王) (949~986)
- 뇨고(女御) : 코키덴노 뇨고(弘徽殿 女御) 후지와라노 노부코(藤原 述子) (933~947) - 후지와라노 사네요리(藤原 実頼)의 딸
- 코이(更衣) : 사이쇼노 코이(宰相 更衣) 미나모토노 카즈코(源 計子 ?~960) - 미나모토노 모로아키라(源 庶明)의 딸
  - 제2황녀 : 마사코 내친왕(理子 内親王) (948~960)
  - 제5황녀 : 사카코 내친왕(盛子 内親王) (?~998)
- 코이(更衣) : 벤노 코이(弁 更衣) 후지와라노 유죠(藤原 有序) (?~960) - 후지와라노 아리스케(藤原 有相)의 딸
- 코이(更衣) : 츄죠노 코이(中将更衣) 후지와라노 나가코(藤原 脩子) (?~960) - 후지와라노 아사히라(藤原 朝成)의 딸
- 코이(更衣) : 아제치노 미야스도코로(按察御息所) 후지와라노 마사히메(藤原正妃 ?~967) - 후지와라노 아리히라(藤原 在衡)의 딸
  - 제3황녀 : 죠산노미야(女三宮) 야스코 내친왕(保子 内親王) (949~987)
  - 제3황자 : 호산노미야(法三宮) 무네히라 친왕(致平 親王) (951~1041)
  - 제5황자 : 이와시로노미야(岩蔵宮) 아키히라 친왕(昭平 親王) (954~1013)
- 코이(更衣) : 후지와라노 스케히메(藤原祐姫) - 후지와라노 모토카타(藤原元方)의 딸
  - 제1황자 : 히로히라친왕(広平親王 950~971)
  - 제8황녀 : 츠구코내친왕(緝子内親王 953-955?~970)
- 상시(尚侍) : 죠간덴노 나이시노카미(貞観殿尚侍) 후지와라노 나리코(藤原登子 ?~975) - 후지와라노 모로스케(藤原 師輔)의 딸

## 같이 보기
- 일본 천황
- 고무라카미 천황